# Taavi Rõivas
Taavi Rõivas (n. 26 septembrie 1979, Tallinn, Estonia) este un politician eston, prim ministru al Estoniei din 26 martie 2014 până în 2016, din partea Partidul Reformist Eston. În vârstă de 34 de ani la momentul învestiturii, Rõivas era cel mai tânăr șef de guvern al Uniunii Europene. Anterior, fusese, din decembrie 2012, ministru pe probleme sociale în guvernul predecesorului său, Andrus Ansip.